# Pityohyphantes
Pityohyphantes Simon, 1929 è un genere di ragni appartenente alla famiglia Linyphiidae.

## Distribuzione
Le sedici specie oggi note di questo genere sono state rinvenute in varie località dell'intera regione olartica: dodici di esse sono state rinvenute negli USA. La specie tipo, Pityohyphantes phrygianus, è anche quella dall'areale più vasto, essendo stata reperita in varie località della regione paleartica.

## Tassonomia
Dal 2009 non sono stati esaminati altri esemplari di questo genere.
A dicembre 2012, si compone di 16 specie e due sottospecie:
1. Pityohyphantes alticeps Chamberlin & Ivie, 1943 — USA
2. Pityohyphantes brachygynus Chamberlin & Ivie, 1942 — USA
3. Pityohyphantes costatus (Hentz, 1850) — USA
  - Pityohyphantes costatus annulipes (Banks, 1892) — America settentrionale
4. Pityohyphantes cristatus Chamberlin & Ivie, 1942 — USA
  - Pityohyphantes cristatus coloradensis Chamberlin & Ivie, 1942 — USA
5. Pityohyphantes hesperus (Chamberlin, 1920) — USA
6. Pityohyphantes kamela Chamberlin & Ivie, 1943 — USA
7. Pityohyphantes limitaneus (Emerton, 1915) — USA, Canada
8. Pityohyphantes lomondensis Chamberlin & Ivie, 1941 — USA
9. Pityohyphantes minidoka Chamberlin & Ivie, 1943 — USA
10. Pityohyphantes navajo Chamberlin & Ivie, 1942 — USA
11. Pityohyphantes palilis (L. Koch, 1870) — Europa centrale e orientale
12. Pityohyphantes pallidus Chamberlin & Ivie, 1942 — USA
13. Pityohyphantes phrygianus (C. L. Koch, 1836)[3] — Regione paleartica
14. Pityohyphantes rubrofasciatus (Keyserling, 1886) — USA, Canada
15. Pityohyphantes subarcticus Chamberlin & Ivie, 1943 — Canada, Alaska
16. Pityohyphantes tacoma Chamberlin & Ivie, 1942 — USA

### Sinonimi
- Pityohyphantes phrygianus pirini (Drensky, 1921); ex-sottospecie posta in sinonimia con P. phrygianus (C. L. Koch, 1836) a seguito di un lavoro degli aracnologi Deltshev & Blagoev del 2001[1].
- Pityohyphantes vancouveranus Chamberlin & Ivie, 1942; posta in sinonimia con P. rubrofasciatus (Keyserling, 1886) a seguito di un lavoro di Crawford del 1988[1].